# Carl Trägårdh (militär)
Carl Emil Otto Trägårdh, född 17 oktober 1877 i Järfälla socken, död 14 mars 1965 i Stockholm, var en svensk ryttare och militär.
Carl Trägårdh var son till brukspatronen Carl Emil Trägårdh och Eva Johanna Schwieler. Han blev underlöjtnant vid Smålands husarregemente 1899, genomgick Krigshögskolan 1906–1908, erhöll transport till Livregementets dragoner 1911 och blev major och chef för Ridskolan på Strömholm 1921–1924. Han utnämndes till överstelöjtnant vid Smålands husarregemente 1924, vid Kronprinsens husarregemente 1925 och vid Livregementets husarer 1927, blev överste i armén 1930 och erhöll avsked 1932. Trägårdh gjorde en framstående insats som sekreterare i Olympiska spelens hästtävlingskommitté 1909–1912, som organiserade de första olympiska ryttartävlingarna i Stockholm 1912. Han var en av initiativtagarna till och organiserade Svenska Ridsportens Centralförbund, som från 1912 ledde svensk ridsport. Han var styrelseledamot där 1912–1937 och sekreterare 1912–1916. Trägårdh var styrelseledamot i Jockeyklubben från 1908 och var ordförande i arbetsutskottet där 1931–1949. Han anlade kapplöpningsbanan vid Ulriksdal 1919. Trägårdh gjorde sig känd inom hästsportvärlden inte bara som en energisk organisatör utan också som ryttare särskilt på kapplöpningar. Han ägde ett stort antal framstående hästar och vann sin sista stora seger vid 52 års ålder i Stockholms steeplechase 1929. Trägårdh utgav Svensk stuteribok för fullblod (8, 1920; 13, 1945; 14, 1950; supplement 1946–1947) och var huvudredaktör för Hästen i Sverige (1939). Han blev riddare av Vasaorden 1913 och av Svärdsorden 1920 samt kommendör av andra klassen av Vasaorden 1939.